# Confitería (establecimiento)

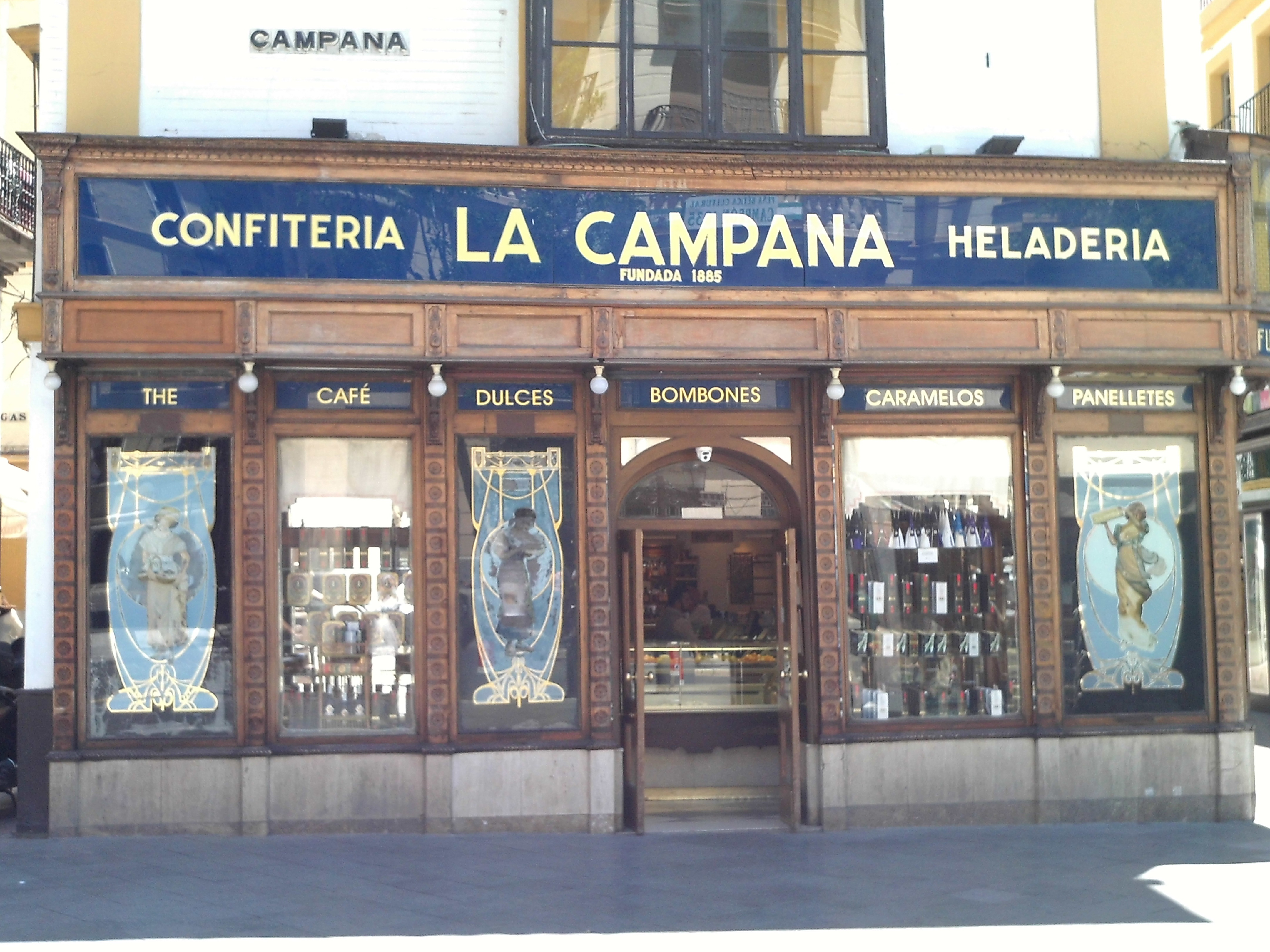
Confitería en Sevilla, España.

Confitería, según la primera acepción del Diccionario de la lengua española (DLE o DRAE), es el «establecimiento donde los confiteros hacen y venden los dulces, y que a veces es también salón de té».

## En España
- Confitería Prast, desde 1866 en el centro de Madrid.[2]

## En Latinoamérica
- Confitería Colombo, ubicada en Río de Janeiro.
- Confitería Ideal, ubicada en el microcentro de Buenos Aires.
- Confitería del Molino, frente al edificio del Congreso Nacional, en Buenos Aires.
- Confitería Oro del Rhin Café, ubicada en el centro de Montevideo, Uruguay.
- Confitería Richmond, ubicada en pleno microcentro de Buenos Aires.
- Confitería Torres, ubicada en Santiago, Chile.
- Confitería Las Violetas, ubicada en el barrio de Almagro, en Buenos Aires.